# Giovanni Bianconi
Pour les articles homonymes, voir Bianconi.
Giovanni Bianconi, né le 22 mars 1891 à Minusio et mort le 7 mars 1981 dans la même commune, est un xylographe, poète en dialecte tessinois et ethnologue suisse.

## Biographie

### Origines et famille
Giovanni Bianconi naît le 22 mars 1891 à Minusio, dans le canton du Tessin. Il est originaire de Mergoscia, dans le même district.
Son père, prénommé Alessandro, émigre aux États-Unis avant de revenir au Tessin où il est agriculteur ; sa mère est née Margherita Rusconi.
L'écrivain et enseignant Piero Bianconi est son frère cadet.
Il épouse Rita Planzi. Ils ont un fils.

### Études et parcours professionnel et artistique
Après avoir abandonné le séminaire, il est l'étudiant d'August Wanner à l'école des arts décoratifs de Saint-Gall en 1920 et 1921, puis étudie pendant deux ans à l'académie des beaux-arts de Stuttgart,. 
Professeur de dessin, Giovanni Bianconi a travaillé dans trois domaines : la xylographie jusqu'à la fin des années 1950, la poésie en dialecte et l'ethnographie,.
On lui doit quelque cinq cents xylographies (un tiers de portraits, deux tiers de paysages), marquées par l'expressionnisme allemand, des poèmes, de tendance réaliste, privilégiant des thèmes comme la mort et le passage de la civilisation paysanne à l'industrialisation, et d'importantes et nombreuses études ethnographiques.
Il illustre très souvent les ouvrages de son frère cadet Piero Bianconi.

### Mort et funérailles
Il meurt sans signe précurseur dans la nuit du 7 mars 1981 à Minusio, dans le canton du Tessin, à l'âge de 89 ans.
Ses funérailles ont lieu le 9 mars 1981 à Mergoscia, dans l'intimité familiale.

## Distinction
- 1950 : deuxième[6] prix Charles Veillon[2]

## Publications
- (it) Valle Verzasca, Locarno, Armano Dadò (de), 1977 (1966), 2e éd., 167 p.
- (it) Ticino rurale : Màchin, intrècan, arnés, Muralto, Società ticinese per la conservazione delle bellezze naturali ed artistiche, 1971, 91 p.
- (it) Legni e versi : 73 stampe su legno e 15 poesie, Locarno, Armano Dadò (de), 1978[7]
- (it) Raccolti autunnali : uva, castagne, noci, Locarno, Armano Dadò (de), 1981, 2e éd., 63 p.[8]
- (it) Costruzioni contadine ticinesi, Locarno, A.Dadò, 1982, 162 p.
- (it) Renato Martinoni (dir.) et Sandro Bianconi (dir.), Un güst da pan da segra : tutte le poesie in dialetto con 121 legni, Locarno, Armano Dadò (de), 1986, 296 p. (posthume)[9]

## Exposition
- 1995 : Pinacoteca Casa Rusca, Locarno[10]